# 異性愛

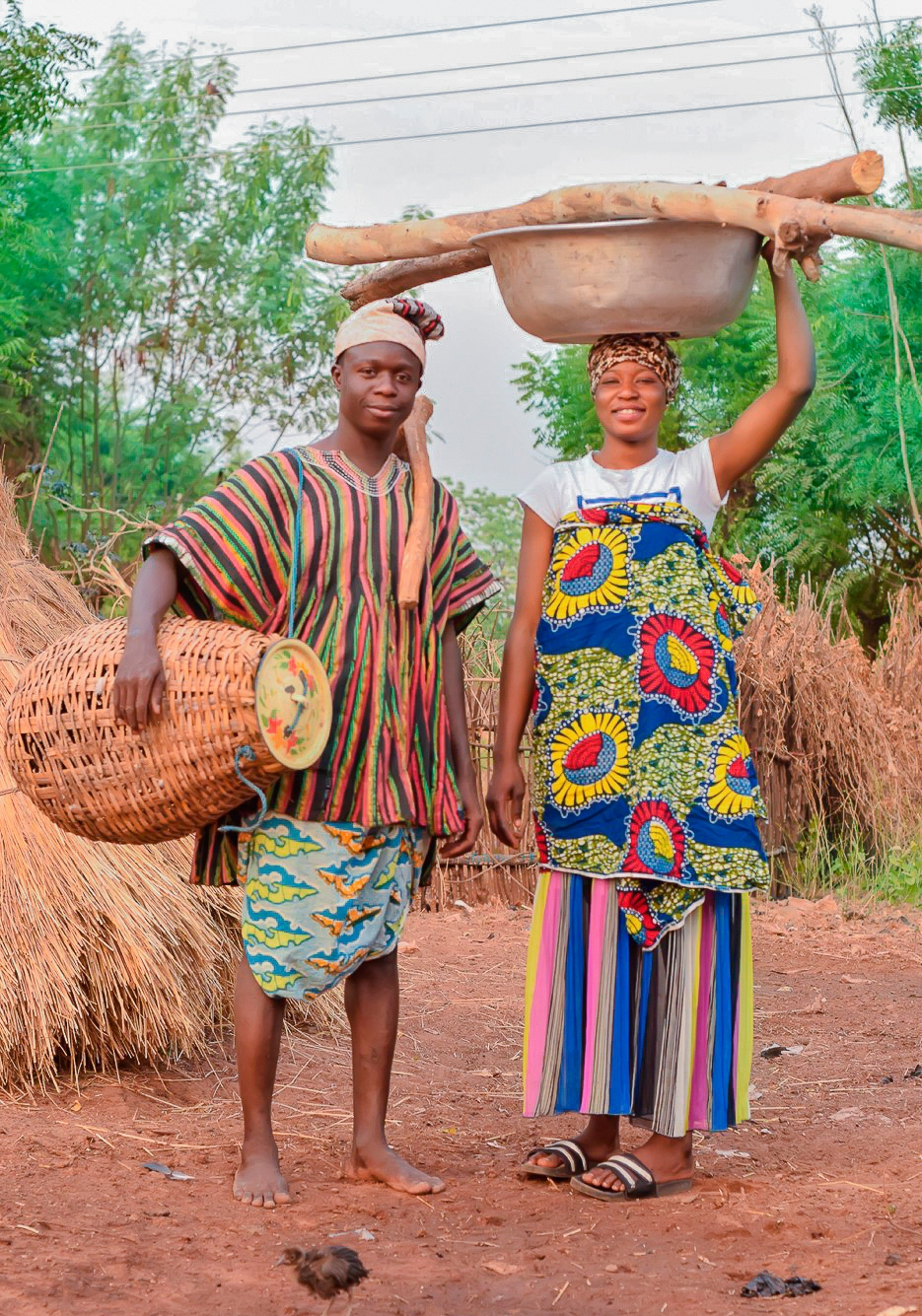
異性愛者カップルの例

異性愛（いせいあい）、ヘテロセクシュアリティ（英：heterosexuality）とは、性別またはジェンダーが異なる人同士、男性と女性の間での親愛や性愛を指す。異性愛の性質を持っている人を異性愛者（いせいあいしゃ）、ヘテロセクシュアル（英：heterosexual）、あるいは略してヘテロという。一般的に、ストレート（英：straight）とも呼ばれる。

## 定義

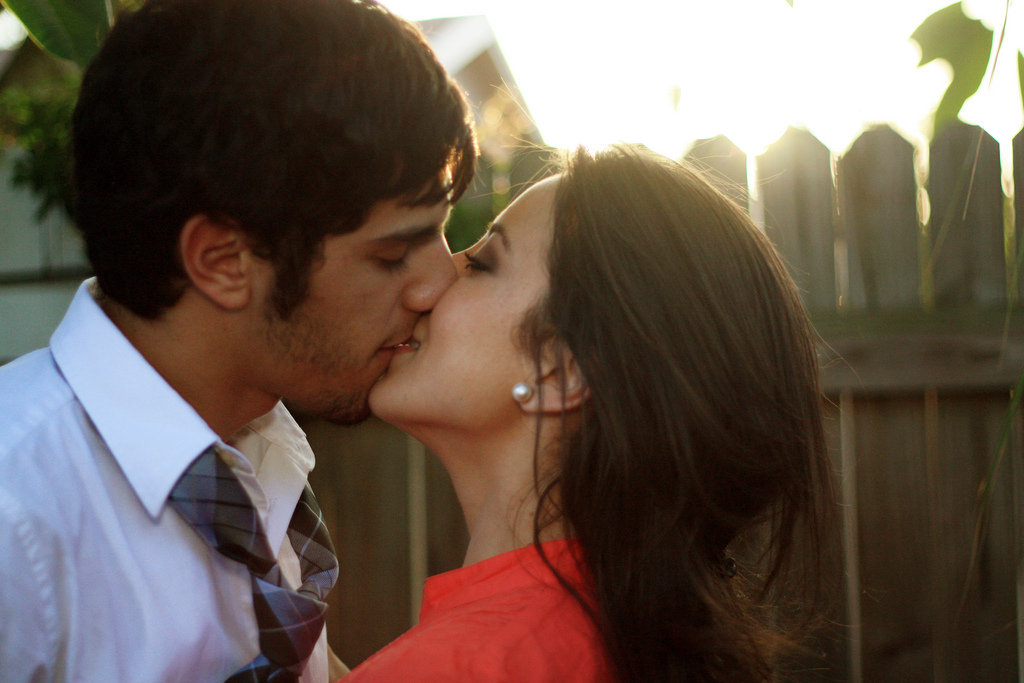
親密な異性愛者カップルの例

異性愛のシンボルマーク

ストレート・プライドのTシャツによく使用されるマーク

同性愛の定義に応じて、異性愛者の定義もまたさまざまに定義される。
性的指向としての異性愛は、異性に対する「感情的、ロマンチック、および/または性的魅力の永続的なパターン」を示す。 それは「また、それらの魅力、関連する行動、およびそれらの魅力を共有する他者のコミュニティへのメンバーシップに基づいた個人のアイデンティティの感覚」を指す。
異性愛は、両性愛及び同性愛と並んで、異性愛者と同性愛者の連続体における性的指向の3つの主要なカテゴリーの1つである。文化を問わず、大多数の人は異性愛者であり、異性愛行為は最も一般的な種類の性行為である。
科学者たちは性的指向の正確な原因を判明させていないが、遺伝、ホルモン、環境の影響の複雑な相互作用によって引き起こされると理論づけており、性的指向を選択によるものとは考えていない。性的指向の原因に関する単一の理論はまだ広く支持されていないが、科学者は生物学に基づいた理論を支持している。特に男性の場合、性的指向の社会的原因よりも非社会的、生物学的原因を支持する証拠がかなり多く存在する。
ヘテロセクシュアルまたはヘテロセクシュアリティという用語は通常人間に適用されるが、異性愛行動は有性生殖に必要であるため、他の全ての哺乳類や他の動物でも観察される。
2012年10月のギャラップによる世論調査では、異性愛者であると自認する人々に関する前例のない人口統計情報が提供され、アメリカ合衆国の成人全体の96.6%（誤差：±1%）が異性愛者であると自認しているという結論に達した。以下、ギャラップの結果。
| 年齢/ジェンダー | 異性愛者 | 非異性愛者 | 不明/回答拒否 |
| --------------- | -------- | ---------- | ------------- |
| 18–29           | 90.1%    | 6.4%       | 3.5%          |
| 30–49           | 93.6%    | 3.2%       | 3.2%          |
| 50–64           | 93.1%    | 2.6%       | 4.3%          |
| 65+             | 91.5%    | 1.9%       | 6.5%          |
|                 |          |            |               |
| 18–29, 女性     | 88.0%    | 8.3%       | 3.8%          |
| 18–29, 男性     | 92.1%    | 4.6%       | 3.3%          |